# Sekcija Magnus
Magnus je gejevska sekcija pri društvu ŠKUC. Že od leta 1984 deluje na področju preventive proti hivu in aidsu.
Začetek gejevskega gibanja v Sloveniji sega v leto 1984, ko je bil vzpostavljena sekcija Magnus kot del nevladne organizacije ŠKUC. Tri leta kasneje je bila ustanovljena sorodna sekcija ŠKUC LL, leta 1990 pa sta se obe sekciji združili v organizaciji Roza Klub. Takrat se je Magnus usmeril iz političnih tem na organizacijo kulturnih dejavnosti.
Primarna naloga Magnusa je bila organizacija festivala Magnus. Prvi festival so organizirali Bogdan Lešnik, Aldo Ivančić, Marina Gržinić, Barbara Borčić, Neven Korda in Zemira Alajbegović.